# Аделейе, Айоделе
Айоделе Аделейе (англ. Ayodele Adeleye; 25 декабря 1988, Лагос, Нигерия) — нигерийский футболист, защитник.

## Биография

### Клубная карьера
В 2005—2006 году юный Деле выступал за когда-то прославленную нигерийскую команду «Шутинг Старз» из Ибадана. Зарекомендовал себя цепким защитником и привлекался в молодёжную сборную Нигерии.
Летом 2006 года перешёл в роттердамскую «Спарту». В чемпионате Голландии дебютировал 11 февраля 2007 года в домашнем матче против ПСВ (1:1). В сезоне 2006/07 «Спарта» заняла 13 место в чемпионате Голландии и участвовала в матчах плей-офф за путёвку в Кубок Интертото. По итогам двух встреч проиграла НЕКу (2:3), но в одном из матчей защитник Аделейе забил гол. В сезоне 2007/08 Аделейе стал основным игроком «Спарты», сыграв в чемпионате Голландии 22 матча. Первый гол за «Спарту» в чемпионате Голландии забил 11 апреля 2009 года в выездном матче против «АДО Ден Хааг» (1:2). Но итогам сезона 2009/10 «Спарта» вылетела из Эредивизи, и команда с игроком расторгли контракт.
В июне 2010 года Аделейе перешёл в донецкий «Металлург» на правах свободного агента. С «Металлургом» Айоделе подписал трёхлетний контракт, в соглашении был пункт — если после чемпионата мира 2010 какая-либо команда сделает ему предложение, то она сможет выкупить контракт у «Металлурга».
Но августе 2011 года Аделейе перешёл в симферопольскую «Таврию». В ноябре 2012 года нигериец в одностороннем порядке разорвал контракт из-за визовых проблем.
В январе 2013 года дебютировал в российской «Кубани». Но за три месяца играл за «Кубань» лишь в товарищеских встречах, в официальных матчах на поле не выходил и разорвал контракт с клубом.
С августа 2013 года по январь 2014 года — в «Анжи». Дебютировал в составе дагестанского клуба 19 сентября в матче Лиги Европы с «Шерифом». Но за осень нигериец сыграл лишь в 13 матчах (4 — в Лиге Европы). В январе 2014 года был отчислен из команды.
Греческий этап карьеры Аделейе начался в том же январе в рядах середняка греческой лиги — критском клубе «Эрготелис» из Ираклиона. Но за второй круг нигериец сыграл лишь в 8 матчах чемпионата Греции и в середине августа 2014 года вместе с бывшим одноклубником по «Анжи» Абдул Разаком перебрался в другой клуб из Ираклиона — ОФИ. В середине чемпионата клуб перестал выплачивать зарплату игрокам, и Аделейе покинул команду.
В феврале 2015 года подписал двухлетний контракт с многолетним призёром чемпионата Казахстана «Актобе». Попал наконец в основу, отыграл 25 матчей, забил один гол и завоевал с командой бронзовые медали. Но в ноябре 2015 года клуб в связи с финансовыми затруднениями выставил его на трансферный рынок. И рассчитался с ним по долгам ($300 000) только в январе 2019 года после жалобы в ФИФА.
Нигериец 20 февраля 2018 года после двух лет простоя перешёл в СКА-Хабаровск на правах свободного агента. Дебютировал за новый клуб 7 апреля того же года в матче против пермского «Амкара» (0:2). Но сыграл всего два матча и 1 июля клуб расторг с ним контракт, так как занял последнее место в Премьер-лиге и выбыл в ФНЛ. А нигериец закончил футбольную карьеру .

### Карьера в сборной
В январе 2005 года участвовал в юношеском чемпионате Африки (до 20 лет), который проходил в Бенине. В финале турнира Нигерия обыграла Египет со счётом (2:0). Летом того же года сыграл на молодёжном чемпионате мира в Нидерландах. Нигерийцы смогли дойти до финала, где уступили Аргентине (1:2). Аделейе сыграл в 3 матчах на турнире.
Выступал на летних Олимпийских играх 2008 в Пекине. Нигерия дошла до финала турнира, где проиграла опять же Аргентине (0:1).
В национальной сборной Нигерии дебютировал 29 мая 2009 года в товарищеском матче против Ирландии (1:1), Аделейе отыграл весь матч и попал в заявку Ларса Лагербека на чемпионат мира 2010 в ЮАР, но не сыграл там ни одной игры.

## Достижения
- Серебряный призёр чемпионата мира среди молодёжных команд — 2005
- Серебряный призёр Олимпийских игр 2008
- Бронзовый призёр чемпионата Казахстана 2015